# Comuna Poienile de sub Munte, Maramureș
Poienile de sub Munte (în ucraineană: Русь Поляни, în maghiară: Havasmező, în germană: Reussenau) este o comună în județul Maramureș, Transilvania, România, formată numai din satul de reședință cu același nume.
În anul 2014 mai existau zone în sat unde nu exista rețea electrică de distribuție publică, 289 de locuințe fiind afectate.

## Demografie
Componența etnică a comunei Poienile de sub Munte
     Ucraineni (90,83%)
     Români (1,54%)
     Alte etnii (0,09%)
     Necunoscută (7,54%)
Componența confesională a comunei Poienile de sub Munte
     Ortodocși (71,32%)
     Penticostali (13,3%)
     Adventiști (3,97%)
     Greco-catolici (3,43%)
     Alte religii (0,32%)
     Necunoscută (7,65%)
Conform recensământului efectuat în 2021, populația comunei Poienile de sub Munte se ridică la 9.291 de locuitori, în scădere față de recensământul anterior din 2011, când fuseseră înregistrați 10.073 de locuitori. Majoritatea locuitorilor sunt ucraineni (90,83%), cu o minoritate de români (1,54%), iar pentru 7,54% nu se cunoaște apartenența etnică. Din punct de vedere confesional, majoritatea locuitorilor sunt ortodocși (71,32%), cu minorități de penticostali (13,3%), adventiști (3,97%) și greco-catolici (3,43%), iar pentru 7,65% nu se cunoaște apartenența confesională.

## Politică și administrație
Comuna Poienile de sub Munte este administrată de un primar și un consiliu local compus din 17 consilieri. Primarul, Alexa Chifa[*], de la Partidul Național Liberal, este în funcție din octombrie 2020. Începând cu alegerile locale din 2024, consiliul local are următoarea componență pe partide politice:
|  | Partid                           | Consilieri | Componența Consiliului | Componența Consiliului | Componența Consiliului | Componența Consiliului | Componența Consiliului | Componența Consiliului |
|  | -------------------------------- | ---------- | ---------------------- | ---------------------- | ---------------------- | ---------------------- | ---------------------- | ---------------------- |
|  | Partidul Social Democrat         | 6          |                        |                        |                        |                        |                        |                        |
|  | Partidul Național Liberal        | 5          |                        |                        |                        |                        |                        |                        |
|  | Uniunea Ucrainenilor din România | 2          |                        |                        |                        |                        |                        |                        |
|  | Alianța pentru Unirea Românilor  | 2          |                        |                        |                        |                        |                        |                        |
|  | Partidul S.O.S. România          | 1          |                        |                        |                        |                        |                        |                        |
|  | Longa Nicolae                    | 1          |                        |                        |                        |                        |                        |                        |